# Camptotypus maculatus
Camptotypus maculatus är en stekelart som först beskrevs av Pisica 1984.  Camptotypus maculatus ingår i släktet Camptotypus och familjen brokparasitsteklar. Inga underarter finns listade.